# Suzi Quatro
Suzi Quatro (numele de scenă al lui Susan Kay Quatro; n. 3 iunie 1950, Detroit, Michigan, SUA) este o cântăreață, basistă, producătoare muzicală și actriță americană.
Este considerată prima femeie-basist care a devenit un star-rock de importanță majoră.:1–3
În anii 1970 Suzi Quatro a înregistrat câteva hituri care au avut succes în Europa și Australia. Duetul său cu Chris Norman pentru „Stumblin' In” s-a clasat pe poziția #4 în SUA în 1979.
În cariera sa, Suzi Quatro a vândut peste 50 de milioane de albume.

## Discografie

### Albume de studio[12]
- Suzi Quatro (1973), RAK Records (Can the Can in Australia) – #32 UK, #2 Australia, #5 Austria, #4 in Germany, #72 Italy, #142 United States[13]
- Quatro (1974), RAK Records – #1 Australia, #15 Germany, #5 Norway, #126 United States[13]
- Your Mamma Won't Like Me (1975) – #42 Germany, #16 New Zealand, #21 Norway, #146 United States[13]
- Aggro-Phobia (1976)
- If You Knew Suzi... (1978), RSO Records – #24 Sweden, #37 United States[13]
- Suzi...and Other Four Letter Words (1979) – #4 Norway,[14] #36 Sweden,[14] #117 United States[13]
- Rock Hard (1980) – #22 Norway, #165 United States[13]
- Main Attraction (1982)
- Annie Get Your Gun - 1986 London Cast (1986), First Night/Pinnacle[15][16][17]
- Oh Suzi Q. (1990)
- What Goes Around (1996)
- Unreleased Emotion (1998)
- Free the Butterfly (1999) (self-help album, with Shirlie Roden)
- Back to the Drive (2006), EMI – #78 Switzerland
- In the Spotlight (2011), Cherry Red[18][19]

### Albume live
- Live and Kickin' (1977) – Japan & Australia only live album; re-released as double CD in 1990 in Australia

### Compilații
- The Suzi Quatro Story – 12 Golden Hits (1975) – #33 Sweden[12]
- Suzi Quatro's Greatest Hits (1980) – #4 UK, #38 Sweden[12]
- The Best of... (1984) – limited to RSO years[12]
- Highs in the Mid-Sixties, Volume 6 (1984), AIP Records – The Pleasure Seekers
- The Wild One – the Greatest Hits (1990)[12]
- The Gold Collection (1996)[12]
- Greatest Hits (1999)
- The History (2010), Cradle – distributed by CD Baby[20]
- What a Way to Die (2011), The Pleasure Seekers – distributed by CD Baby[21]
- The Essential (2012)

### Single-uri
| An   | Titlu                                                             | B-side                                                                | UK Singles Chart | Australia | U.S. |
| ---- | ----------------------------------------------------------------- | --------------------------------------------------------------------- | ---------------- | --------- | ---- |
| 1966 | "Never Thought You’d Leave Me" (in The Pleasure Seekers)          | "What A Way To Die"                                                   | –                | –         | –    |
| 1968 | "Light of Love" (in The Pleasure Seekers)                         | "Good Kind of Hurt"                                                   | –                | –         | –    |
| 1972 | "Rolling Stone"                                                   | "Brain Confusion"                                                     | –                | –         | –    |
| 1973 | "Can the Can"                                                     | "Ain't Ya Something Honey" / "Don't Mess Around" (US)                 | 1                | 1         | 56   |
| 1973 | "48 Crash"                                                        | "Little Bitch Blue"                                                   | 3                | 1         | –    |
| 1973 | "Daytona Demon"                                                   | "Roman Fingers"                                                       | 14               | 4         | –    |
| 1974 | "All Shook Up"                                                    | "Glycerine Queen"                                                     | –                | –         | 85   |
| 1974 | "Devil Gate Drive"                                                | "In The Morning"                                                      | 1                | 1         | –    |
| 1974 | "Too Big"                                                         | "I Wanna Be Free"                                                     | 14               | 13        | –    |
| 1974 | "The Wild One"                                                    | "Shake My Sugar"                                                      | 7                | 2         | –    |
| 1975 | "Your Mamma Won't Like Me"                                        | "Peter, Peter"                                                        | 31               | 14        | –    |
| 1975 | "I Bit Off More Than I Could Chew"                                | "Red Hot Rosie"                                                       | 54               | –         | –    |
| 1975 | "Michael"                                                         | "Savage Silk"                                                         | N/R              | 100       | N/R  |
| 1975 | "I May Be Too Young"                                              | "Don't Mess Around"                                                   | 52               | 50        | –    |
| 1977 | "Tear Me Apart"                                                   | "Same as I Do (UK - YRAK RAK 248B)" / "Close Enough to Rock 'n' Roll" | 27               | 25        | –    |
| 1977 | "Make Me Smile"                                                   | "Same as I Do"                                                        | –                | –         | –    |
| 1977 | "Roxy Roller"                                                     | "I'll Grow on You"                                                    | –                | –         | –    |
| 1978 | "If You Can't Give Me Love"                                       | "Cream Dream" / "Non-Citizen" (US)                                    | 4                | 10        | 45   |
| 1978 | "The Race Is On"                                                  | "Non-Citizen"                                                         | 43               | 28        | –    |
| 1978 | "Stumblin' In" (with Chris Norman)                                | "A Stranger with You"                                                 | 41               | 2         | 4    |
| 1979 | "Don't Change My Luck"                                            | "Wiser Than You"                                                      | –                | 72        | –    |
| 1979 | "She's in Love with You"                                          | "Space Cadets" / "Starlight Lady" (US)                                | 11               | 30        | 41   |
| 1980 | "Mama's Boy"                                                      | "Mind Demons"                                                         | 34               | –         | –    |
| 1980 | "I've Never Been in Love"                                         | "Starlight Lady" / "Space Cadets" (US)                                | 56               | –         | 44   |
| 1980 | "Rock Hard"                                                       | "State of Mind"                                                       | 68               | 9         | –    |
| 1981 | "Glad All Over"                                                   | "Ego in the Night"                                                    | –                | –         | –    |
| 1981 | "Lipstick"                                                        | "Woman Cry"                                                           | –                | 46        | 51   |
| 1982 | "Heart of Stone"                                                  | "Remote Control"                                                      | 60               | 99        | –    |
| 1983 | "Down at the Superstore"                                          | "Half Day Closing (Down at the Superstore) "                          | –                | –         | –    |
| 1983 | "Main Attraction"                                                 | "Transparent"                                                         | –                | –         | –    |
| 1984 | "Can the Can (re-release)"                                        | "Devil Gate Drive"                                                    | –                | –         | –    |
| 1984 | "I Go Wild"                                                       | "I'm A Rocker"                                                        | –                | –         | –    |
| 1985 | "Tonight I Could Fall in Love"                                    | "Good Girl (Looking for a Bad Time)"                                  | 140              | –         | –    |
| 1986 | "Heroes"                                                          | "A Long Way To Go"/"The County Line"                                  | –                | –         | –    |
| 1986 | "I Got Lost in His Arms"                                          | "You Can't Get a Man with a Gun"                                      | –                | –         | –    |
| 1986 | "Wild Thing"                                                      | "I Don't Want You"                                                    | –                | –         | –    |
| 1987 | "Can the Can" (re-release)                                        | "Devil Gate Drive"                                                    | 87               | –         | –    |
| 1987 | "Let It Be" (one of about fifty singers in the chorus)            | "Let It Be (Gospel Jam Mix)"                                          | 1                | –         | –    |
| 1988 | "We Found Love"                                                   | "We Found Love" (Instrumental)                                        | –                | –         | –    |
| 1989 | "Baby You're A Star"                                              | "Baby You're A Star" (Instrumental)                                   | –                | –         | –    |
| 1991 | "Kiss Me Goodbye"                                                 | "Kiss Me Goodbye" (Instrumental)                                      | –                | –         | –    |
| 1991 | "The Great Midnight Rock 'n' Roll House Party"                    | "Intimate Strangers"                                                  | –                | –         | –    |
| 1992 | "Love Touch" "Love Touch" (Single Version)                        | "We Found Love"                                                       | –                | –         | –    |
| 1992 | "Hey Charly"                                                      | –                                                                     | –                | –         | –    |
| 1992 | "I Need Your Love"                                                | "The Growing Years"                                                   | –                | –         | –    |
| 1993 | "Fear of the Unknown" (Radio Version)                             | "And so to Bed"                                                       | –                | –         | –    |
| 1994 | "If I Get Lucky" (Radio Version)                                  | "If I Get Lucky" (Long version)                                       | –                | –         | –    |
| 1994 | "Peace on Earth" (Radio edit) "Peace on Earth" (Album Version)    | "Frosty the Snowman"                                                  | –                | –         | –    |
| 1995 | "What Goes Round" (Radio Edit) "What Goes Round" (Album Version)  | "Four Letter Words" (Remix version)                                   | –                | –         | –    |
| 1996 | "If You Can't Give Me Love (remix)"                               | "Empty Rooms"                                                         | –                | –         | –    |
| 2006 | "I'll Walk Through the Fire with You"                             | –                                                                     | 178              | –         | –    |
| 2009 | "Singing with Angels" (Australian September tour limited edition) | –                                                                     | –                | –         | –    |
| 2011 | "Whatever Love Is"                                                | –                                                                     | –                | –         | –    |

## Filmografie

### Televiziune
Actorie
- Happy Days (7 episoade, 1977–1979)
- Minder (un episod, 1982)
- Dempsey and Makepeace (un episod, 1985)
- Absolutely Fabulous (un episod, 1994)
- Midsomer Murders (un episod, 2007)

Apariții ca invitat
- Countdown (6 episoade, 1997)[25]
- Gene Simmons' Rock School (un episod în seria 2, 2006)
- Trust Me – I'm a Beauty Therapist (în Oct. 2006)[26]
- Australian Idol (un episod ca jurat invitat, 2009)
- RocKwiz (un episod ca interpretă și participant la quiz, 2011)[27]

### Cinema
- Bob the Builder – Built to Be Wild (voice of Rio Rogers, 2006)